# Mark Coles Smith

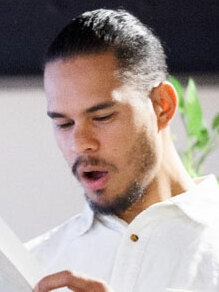
Mark Coles Smith (2020)

Mark Coles Smith (* 1987 in Kalgoorlie, Westaustralien), auch bekannt unter seiner musikalischen Identität als Kalaji, ist ein australischer Aborigine-Schauspieler für Bühne und Leinwand, Sounddesigner, Tontechniker, Autor und Komponist. Er ist bekannt für seine Rollen in den Spielfilmen Last Cab to Darwin (2015), Picnic at Hanging Rock (2018) und Occupation: Rainfall (2020), sowie der Fernsehserie Mystery Road: Origin (2022), und die kanadische Serie Hard Rock Medical (2013–18).
Im Jahr 2023 wurde er als erster indigener australischer Schauspieler für einen Goldenen Logie nominiert und gewann sowohl bei den AACTA International Awards als auch bei den nationalen AACTA Awards den Preis als Bester Schauspieler in einer Serie für seine Rolle in Mystery Road: Origin.

## Kindheit und Ausbildung
Coles Smith wurde 1987 in Kalgoorlie in Westaustralien geboren und wuchs auf einer Rinderstation am Fitzroy River auf, zwei Autostunden nördlich von Broome in der Kimberley-Region des Bundesstaates.[2][3] Dies war das Land seiner Mutter, das Land des Nyikina-Volkes. Sein Großvater war Perlentaucher, und Coles Smith hat gesagt, dass seine Familie alle sehr fleißig waren.
Seine Eltern trennten sich, als er noch klein war, und er reiste mit seiner Mutter, einer Akademikerin, die über die psychische Gesundheit indigener Völker lehrte, durch das Land (u. a. an der Southern Cross University in Lismore, New South Wales, sowie in Brisbane, Perth und Broome). Zu seinem Vater, der Kunstprojekte in abgelegenen Gemeinden leitete, fand er erst im Alter von etwa 10 oder 11 Jahren wieder Kontakt. Er fühlte sich sofort mit seinem Vater verbunden und vertraut, den er als eine Art „deutsche Exzentrik“ beschrieb.
Im Alter von 14 Jahren gab er sein Debüt in der Network Ten-Kindersendung Ocean Star, nachdem ihn seine Tante zu einem offenen Vorsprechen mitgenommen hatte.
Im Jahr 2007 erhielt Coles Smith den Yvonne Cohen Award des Wilin Centre for Indigenous Arts and Cultural Development. Er erwarb ein Zertifikat der Western Australian Academy of Performing Arts in Aboriginal Theatre,[6] ein Kurs, der nur einmal in Broome angeboten wurde und an dem acht Studenten sechs Monate lang teilnahmen. Später sagte er, dass er den größten Teil seiner Ausbildung durch die Arbeit mit erfahrenen Schauspielern wie Lisa Flanagan erhalten habe. Coles Smith hat in den Bereichen Schauspiel, Sounddesign, Field-Recording, Schreiben und Komponieren von Musik gearbeitet.

## Film und TV
Nach den Dreharbeiten zu seiner Rolle in The Gods of Wheat Street im Jahr 2014 wurde Coles Smith für eine Episode der amerikanischen Sitcom Modern Family gecastet, in der er in den Blue Mountains in New South Wales einen Reiseleiter namens Koora spielte.
Für seine Rolle als Tilly in Last Cab to Darwin erntete Coles Smith viel Lob von der Kritik und wurde 2015 mit dem FCCA Award für den besten Schauspieler in einer Nebenrolle ausgezeichnet.
Im Jahr 2021 wurde Coles Smith für die Rolle in Mystery Road: Origin, einem Prequel zu den beiden ursprünglichen Serien. In der Vorgeschichte spielte Coles Smith eine jüngere Version des Detektivs Jay Swan, eine Rolle, die von Aaron Pedersen gespielt wurde.
Nach dem Wechsel von Chris Brown von Network 10 zu Seven Network im Jahr 2023 trat Coles Smith die Nachfolge von Brown als Erzähler von The Dog House Australia an.
Coles Smith tritt als Erzähler und Interviewer in dem Dokumentarfilm Keeping Hope von Tyson Mowarin auf, der die hohen Selbstmordraten in den indigenen Gemeinden der Kimberley untersucht. Der Film wurde auf dem Sydney Film Festival im Juni 2023 uraufgeführt, bevor er auf NITV und SBS Television ausgestrahlt wurde. In dem Film spricht Coles Smith über seine eigenen Erfahrungen und die seiner Familie mit den Auswirkungen des Selbstmords von engen Freunden und Familienmitgliedern. Steve Dow von The Guardian bewertete den Film mit vier von fünf Sternen.
2023 wurde Coles Smith als erster indigener australischer Schauspieler überhaupt für einen Goldenen Logie nominiert. Er erhielt außerdem Nominierungen für den Logie Award für den beliebtesten Schauspieler und den von der Branche gewählten Logie Award für den herausragendsten Schauspieler für

## Bühnendarstellung
Coles Smith hat in mehreren Theaterstücken mitgewirkt. Seinen ersten Bühnenauftritt hatte er als Kind in Crabbing at High Tide, das im Rahmen des Perth International Arts Festival 2005 aufgeführt wurde.
Sein Auftritt in The Drover's Wife am Belvoir Theatre in Sydney im Jahr 2016 brachte ihm den Helpmann Award für den besten männlichen Darsteller in einem Theaterstück im Jahr 2017 ein.
Coles Smith spielte eine Hauptrolle an der Seite von Jack Charles in Black Ties der ILBIJERRI Theatre Company, das im Januar 2020 beim Sydney Festival uraufgeführt wurde und anschließend im Februar und März desselben Jahres in Perth, Melbourne sowie in Wellington und Auckland in Neuseeland zu sehen war.

## Musik
Coles Smith war der Sounddesigner für das Stück Which Way Home at the Belvoir, das von ILBIJERRI als Teil des Sydney Festivals produziert wurde und bei dem Rachael Maza Long Regie führte.
Unter dem Künstlernamen Kalaji (das Nyikina-Wort für „Wirbelwind“) gab Coles Smith 2019 beim Yirramboi Arts Festival in Melbourne seine erste musikalische/multimediale Performance mit dem Titel „Night River“. Das Werk erkundete das Nyikina-Land und das Mardoowarra-Gebiet (auch Martuwarra oder Fitzroy River genannt).
Im Dezember 2021 veröffentlichte er unter dem Namen Kalaji ein gleichnamiges Elektro-Pop-Album. Die NME-Rezensentin Cat Woods beschrieb die Musik als an die isländische Band Sigur Rós erinnernd und insgesamt „ein atmosphärisches, weitläufiges Abenteuer mit Synthesizern, Instrumenten, Feldaufnahmen und behandeltem Gesang – und eine Meditation über Themen wie Weisheit und Erinnerung zwischen den Generationen“. Teilweise auf dem Land aufgenommen und in den Wawili Sound Studios in Broome produziert, erkundet Coles Smith seine Beziehung zu Martuwarra (dem Einzugsgebiet des Fitzroy River) und seiner Nyikina-Kultur. Eines der zehn Stücke trägt den Namen „Wandjina“, die Wolken- und Regengeister der australischen Aborigine-Mythologie.

## Erzähler (Audio)
Im Jahr 2020 erzählte Coles Smith einen Auszug aus Banjo Patersons Gedicht „The Man From Snowy River“ bei RN Breakfast.
Coles Smith hat das Hörbuch der Kurzgeschichtensammlung Born Into This (2021) des tasmanischen Aborigine-Autors Adam Thompson eingesprochen.

## Anerkennungen und Auszeichnungen
- 2007: Yvonne-Cohen-Preis, Wilin-Zentrum für indigene Kunst und kulturelle Entwicklung
- 2015: FCCA Award für den besten Darsteller in einer Nebenrolle, für Last Cab to Darwin
- 2017: Helpmann Award für den besten männlichen Darsteller in einem Theaterstück, für seine Rolle in The Drover's Wife
- 2022: AACTA Award für den Besten Schauspieler in einer Serie bei den (inländischen) 12. AACTA Awards, für seine Darstellung des Detective Jay Swan in Mystery Road: Origin
- 2023: AACTA International Award für den Besten Schauspieler in einer Serie bei den 12. AACTA International Awards, für seine Darstellung von Detective Jay Swan in Mystery Road: Origin
- 2023: Nominiert für den Goldenen Logie

## Persönliches
Coles Smith war vom Selbstmord eines engen Freundes im Jahr 2011, als er 23 Jahre alt war, zutiefst betroffen, hielt seine Erfahrungen und Gefühle jedoch bis zu den Dreharbeiten zu dem Dokumentarfilm Keeping Hope zehn Jahre später geheim.
Bei einem Auftritt in Take 5, einer von Zan Rowe moderierten Sendung auf ABC Television, und in einem einstündigen Interview auf Double J im Oktober 2023 verriet Coles Smith die fünf Songs, die ihm in seinem Leben am meisten Halt gegeben haben:
- Crystal Waters – „100% Pure Love“
- David Bowie – „New Killer Star“
- Benjamin Clementine – „Ich werde mich nicht beschweren“
- Jónsi – „Go Do“
- M83 – „Outro“

Ebenfalls bei Take 5 erzählte Coles Smith, dass seine Großmutter Ningali Lawford war, damals Tänzerin am Bangarra Dance Theatre in Sydney (später Schauspielerin). Er erzählte, dass sie eine dreimonatige Beziehung mit David Bowie hatte, der sie bat, ihn zurück nach Berlin zu begleiten, was sie jedoch ablehnte.
Im Jahr 2015 zog Coles Smith nach Melbourne. Nachdem er viele Jahre an der Ostküste Australiens gelebt hatte, war er 2023 in seine Heimatstadt Broome zurückgekehrt.

## Filmografie (Auswahl)
- 2016: Hunters (2016) (Fernsehserie)
- 2024: Kid Snow
- 2024: We Bury the Dead
- 2025: Apple Cider Vinegar (Fernsehserie)

| Personendaten    | Personendaten                                                                          |
| ---------------- | -------------------------------------------------------------------------------------- |
| NAME             | Smith, Mark Coles                                                                      |
| KURZBESCHREIBUNG | australischer Aborigine-Schauspieler, Sounddesigner, Tontechniker, Autor und Komponist |
| GEBURTSDATUM     | 1987                                                                                   |
| GEBURTSORT       | Kalgoorlie, Westaustralien                                                             |